# Chunghye av Goryeo
Chunghye av Goryeo, född 1315, död 1344, var en koreansk monark. Han var kung av Korea 1330–1332 och 1339–1344. 